# International Women's Open 1979
L'International Women's Open 1979 è stato un torneo di tennis giocato sull'erba. È stata la 5ª edizione del torneo di Eastbourne, che fa parte del WTA Tour 1979. Si è giocato a Eastbourne in Inghilterra, dal 18 al 24 giugno 1979.

## Campionesse

### Singolare
Chris Evert ha battuto in finale  Martina Navrátilová con il punteggio di 7–5, 5–7, 13–11

### Doppio
Betty Stöve /  Wendy Turnbull hanno battuto in finale  Ilana Kloss /  Betty Ann Grubb-Stuart con il punteggio di 6–2, 6–2